# Charles-Alexandre Coëssin de la Fosse

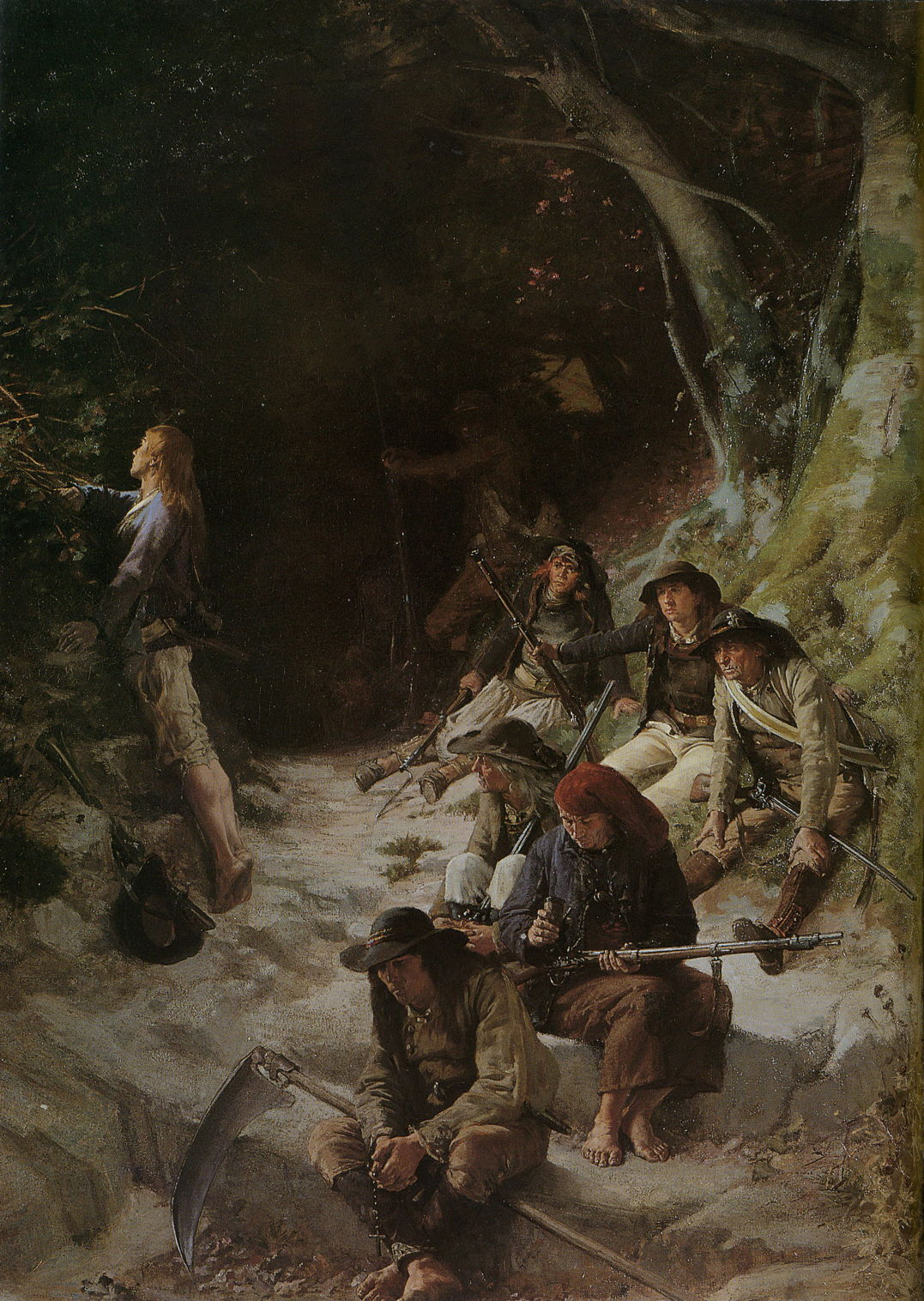
Hinterhalt

Charles-Alexandre Coëssin de la Fosse (* 7. September 1829 in Lisieux; † 9. Juli 1910 in Paris) war ein französischer Maler und Radierer.
Er studierte an der École des beaux-arts de Paris bei François-Édouard Picot und später bei Thomas Couture.
Er debütierte 1857 im Salon der Société des Artistes Français. Seitdem präsentierte er dort sein ganzes Leben lang seine Werke. Er malte hauptsächlich Genreszenen, Schlachten, religiöse Gemälde und dann mythologische Szenen.
Als Vertreter des französischen Adels glorifizierte er die Chouannerie in vielen Gemälden, wie „l’Embuscade“ (Hinterhalt, 1883). Trotz der adligen Abstammung signierte er seine Werke mit dem einfachen Namen „Coëssin“.
Charles Alexandre Coēssin de la Fosse erhielt im Salon von 1873 eine Medaille der 3. Klasse für „La Joueuse de Tambourin“. 1882 malte er „L’Embuscade“, das nach wie vor sein bekanntestes Werk war, die der Künstler „Episode der Chouannerie“ nannte und einige mit ihren Werkzeugen bewaffnete Aufständische und Bauern im Helldunkel eines kleinen hohlen Pfades auf Hinterhalt darstellte.
In den folgenden Jahren stellte Coessin de la Fosse nach 1890 nicht mehr im Salon aus.